# College Park (Maryland)
Pour les articles homonymes, voir College Park.
College Park est une ville située dans le comté du Prince George, dans l'État du Maryland, aux États-Unis. Sa population était de 30 413 habitants en 2010. Elle abrite le campus principal de l'université du Maryland. Le maire de la ville est, depuis 2001, Stephen A. Brayman.
Elle abrite également le siège du National Centers for Environmental Prediction (NCEP), le centre des modèles de prévisions météorologiques et climatiques  affilié au National Weather Service (NWS), la composante de la NOAA chargée de l'observation, de la prévision et de la vigilance hydrométéorologique aux États-Unis.
College Park possède un aéroport (College Park Airport, code AITA : CGS).

## Géographie
Selon le Bureau du recensement des États-Unis sa superficie totale est de 14,1 km2, dont 0,18 % de plans d'eau.

## Sport
Le stade dispose de plusieurs installations sportives, comme le Maryland Stadium (pour le football américain), le Bob Turtle Smith Stadium (pour le baseball), le Xfinity Center (pour le basket-ball) ou encore le Ludwig Field (pour le soccer).
La plupart des plus importantes installations sportives de la ville, en plus des équipes locales, sont utilisées par l'équipe universitaire de l'université du Maryland (située à College Park) des Terrapins du Maryland.